# Chełmno

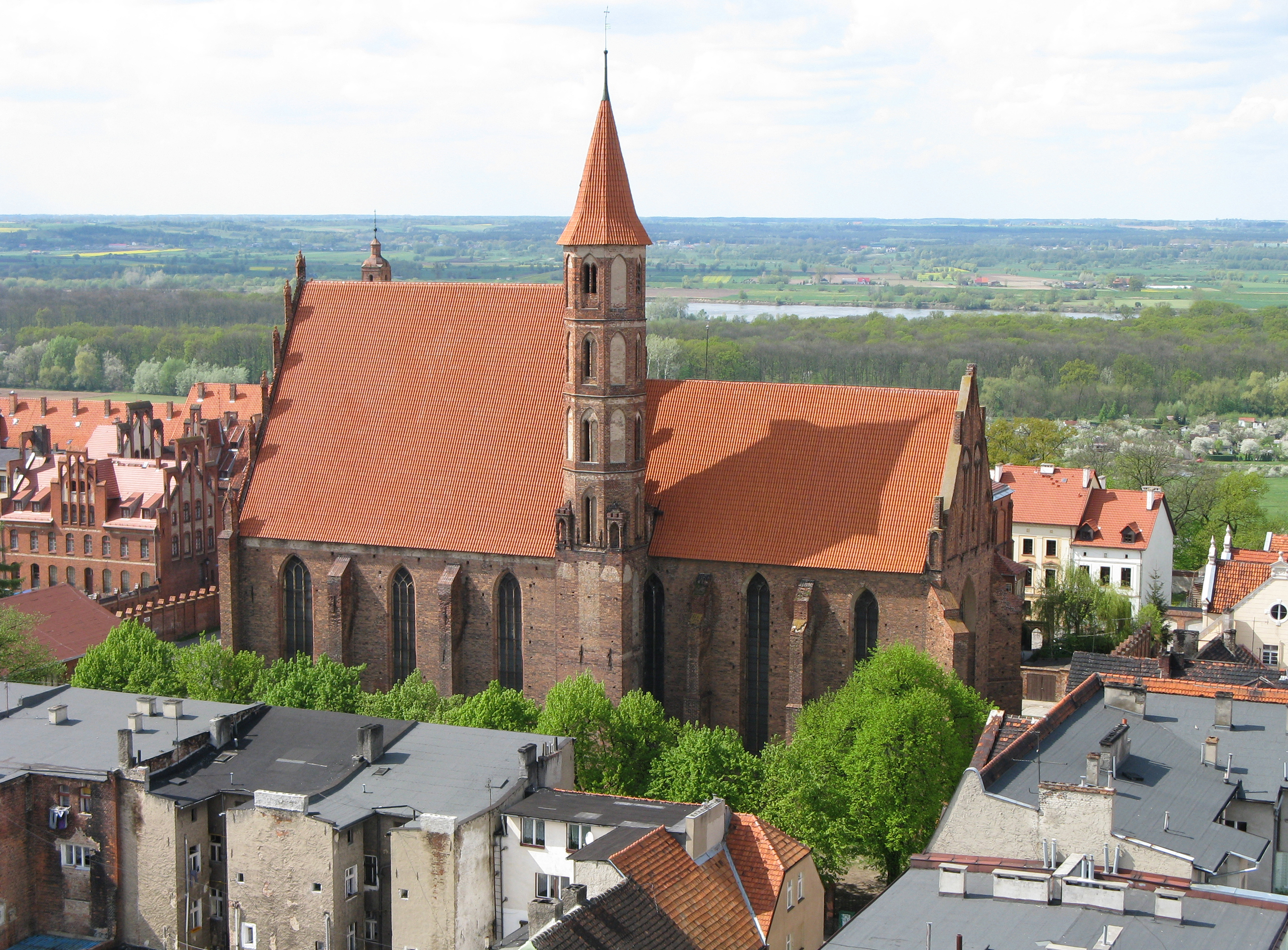
Ehemalige Franziskanerkirche

Culm 1855

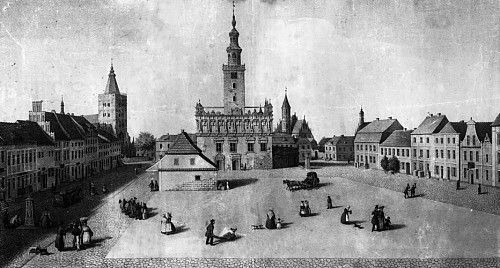
Marktplatz mit Rathaus im 19. Jahrhundert,

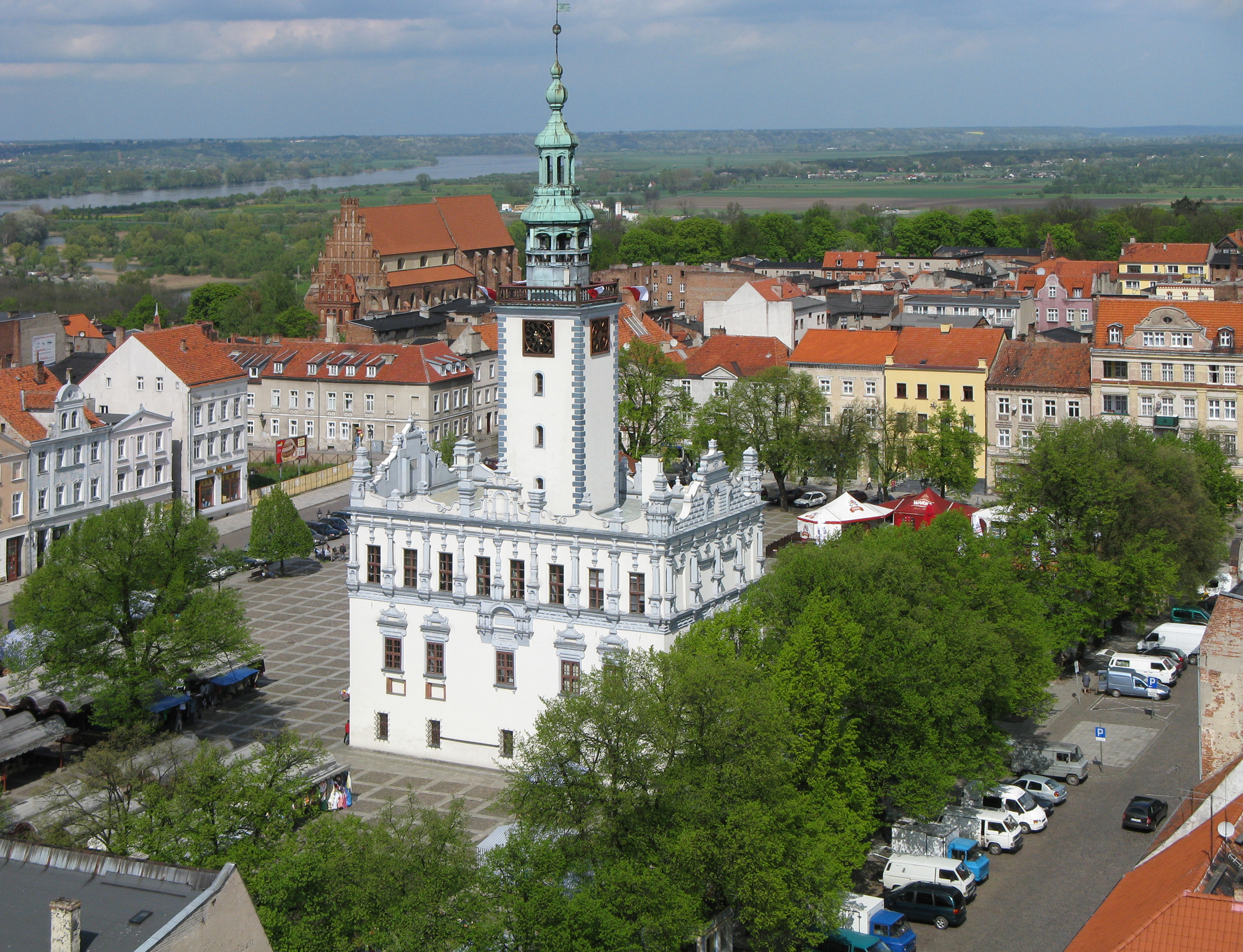
Rathaus und Marktplatz

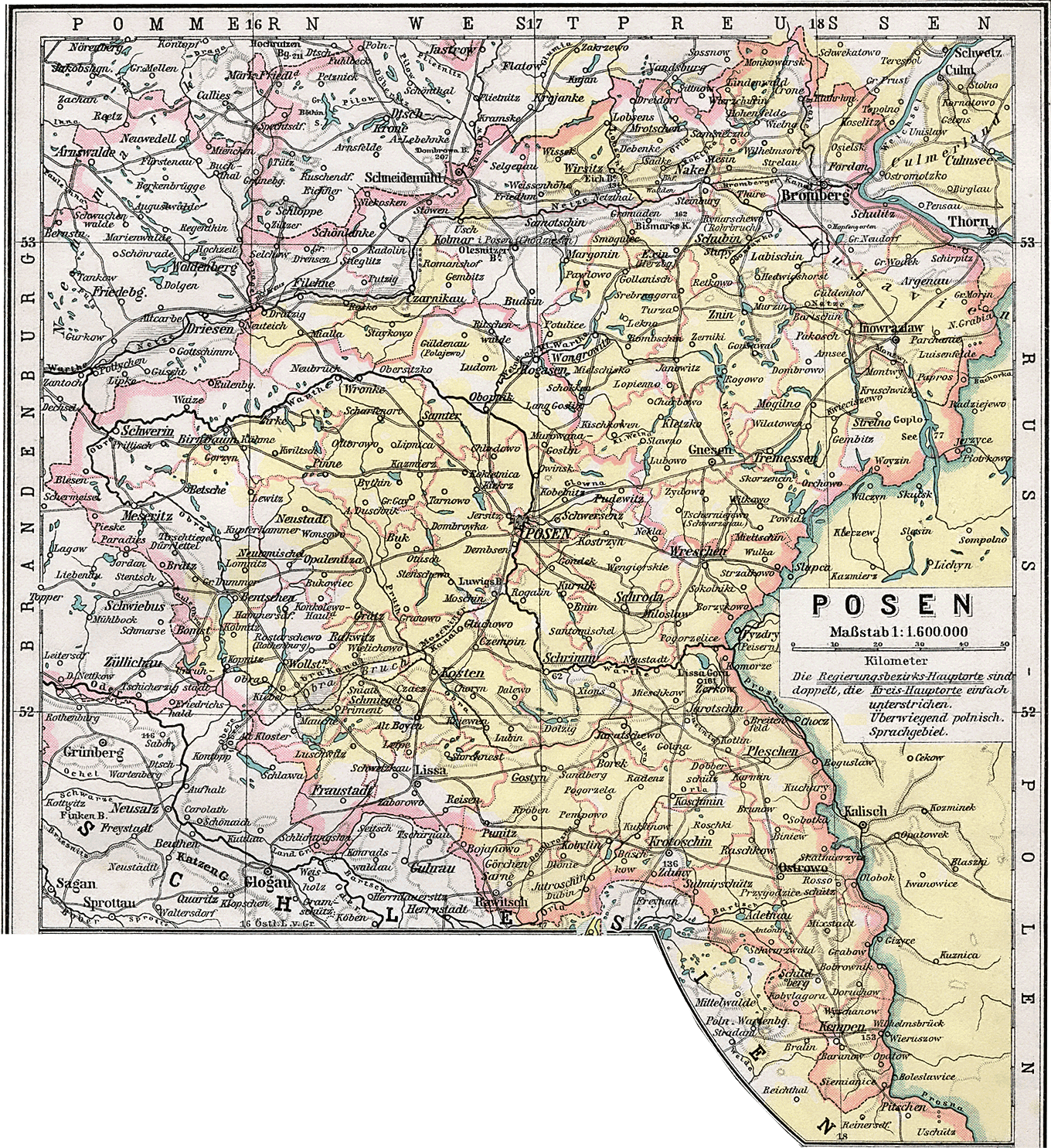
Culm, nordöstlich der Stadt Bromberg (rechte obere Bildecke), auf einer Landkarte der Provinz Posen von 1905 (gelb markierte Flächen kennzeichnen Gebiete mit seinerzeit mehrheitlich polnischsprachiger Bevölkerung).

Chełmno [ˈxɛwmnɔ]Ausspracheⓘ, deutsch Culm oder Kulm, ab 1. Mai 1941 Kulm (Weichsel), ist eine Stadt in der Woiwodschaft Kujawien-Pommern in Polen. Sie ist Sitz des gleichnamigen Landkreises und hat rund 20.000 Einwohner.

## Geographische Lage
Die Stadt liegt im unteren Weichseltal (Dolina Dolnej Wisły) nahe dem rechten Ufer der Weichsel, die Altstadt auf einer Anhöhe über der Fryba. Sie liegt etwa 30 Kilometer südwestlich von Grudziądz (Graudenz), 45 Kilometer nördlich von Toruń (Thorn) und 45 Kilometer nordöstlich von Bydgoszcz (Bromberg). Die Landesstraße 91 führt an der Stadt entlang.
Kulm (Chełmno) war Hauptort des historischen Kulmer Landes. Dieses gehörte zu Preußen königlichen Anteils im Königreich Polen, später zur preußischen Provinz Westpreußen und dann zur Republik Polen.

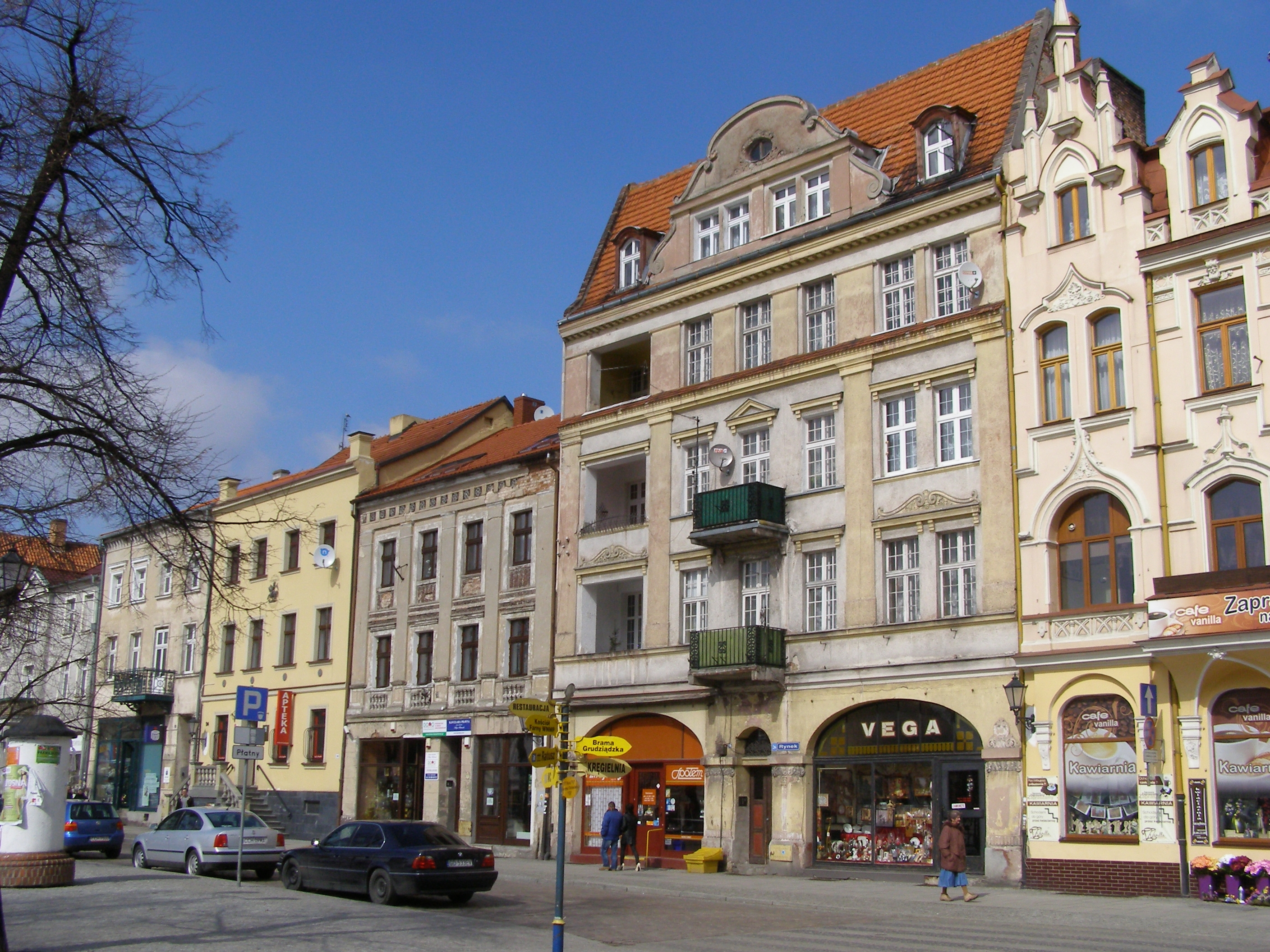
Straßenzug im Stadtzentrum

## Geschichte

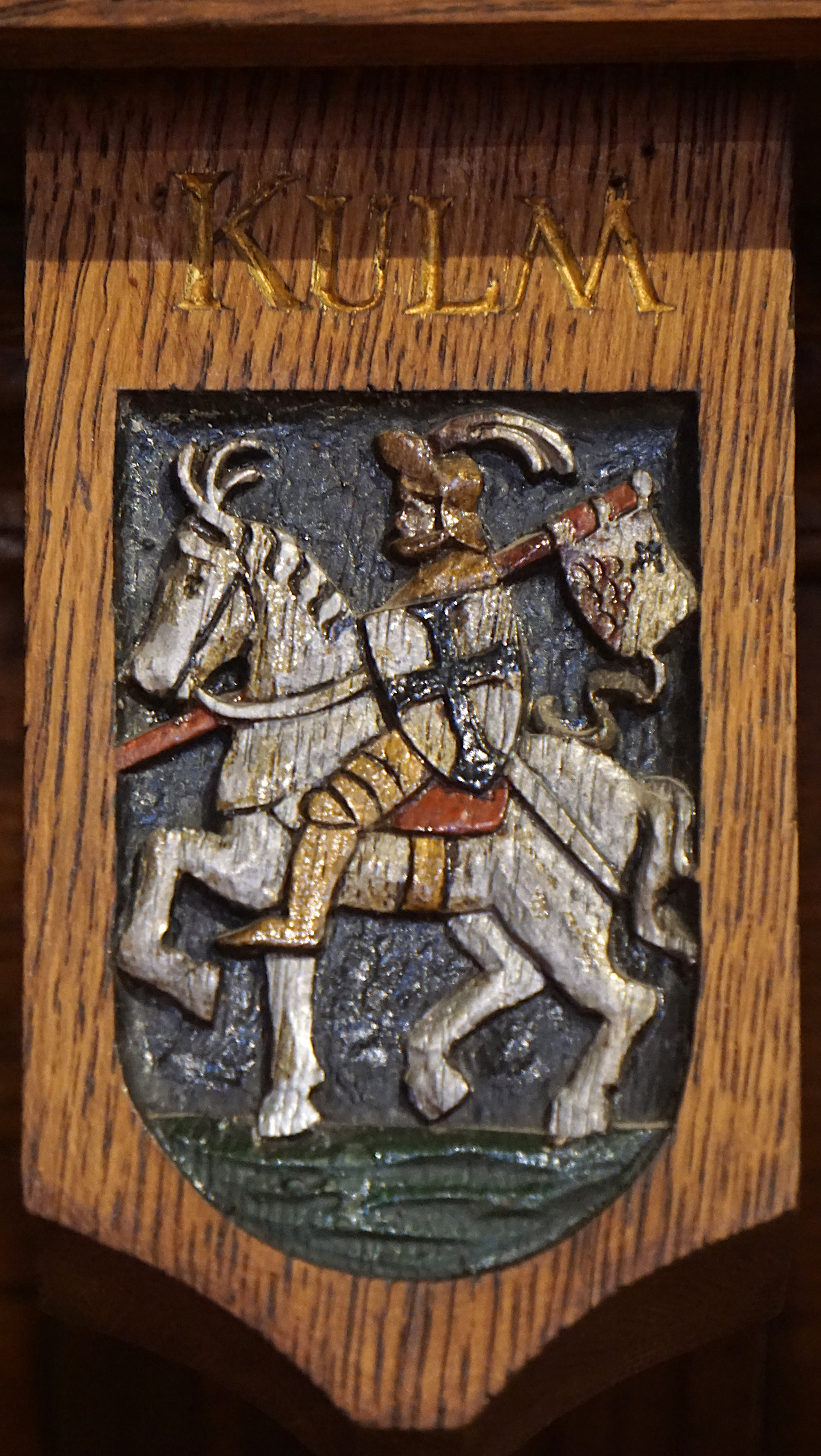
Wappen von Kulm im Plenarsaal des altstädtischen Rathauses in Danzig

### 7. Jahrhundert v. Chr. bis 1249
Im 7. bis 5. Jahrhundert v. u. Z. gab es am Lorenzberg (etwa drei Kilometer südwestlich der heutigen Altstadt, bei Kałdus) eine Siedlung der Lausitzer Kultur.
Um 980 kam das Gebiet in den Herrschaftsbereich des Piastenherrschers Mieszko I. Anfang des 11. Jahrhunderts wurde am Lorenzberg eine große Basilika begonnen, die denen in Posen und Gnesen vergleichbar war. Bei archäologischen Ausgrabungen wurde dabei eine Siedlung von 15 Hektar mit einem Friedhof mit 1500 Gräbern freigelegt.
Von 1065 ist die älteste schriftliche Erwähnung dieser Siedlung Culmen im Königreich Polen erhalten. Das Gebiet wurde danach zeitweise von Prußen erobert.
1222 übergab Herzog Konrad von Masowien die Siedlung und die Umgebung an den Missionsbischof Christian von Preußen. Im Jahr 1226 verlieh der römisch-deutsche Kaiser Friedrich II. die Stadt dem Deutschen Orden.
Dieser gründete 1232 etwa zwei Kilometer südlich eine neue Siedlung, der er 1233 das Stadtrecht nach der Kulmer Handfeste verlieh. Diese begründete das Kulmer Recht, nach dem dann über 200 Orte das Stadtrecht verliehen bekamen.

### Um 1245 bis 1772
Um 1245/50 wurde der Ort einige Kilometer flussabwärts an den jetzigen Standort verlegt. Von 1246 ist die erste Erwähnung eines Bischofs von Culm erhalten, der allerdings einige Jahre später seinen Sitz nach Culmsee verlegte. Um 1238 war ein Dominikanerkloster gegründet worden, als erste Klostergründung des Deutschen Ordens in Preußen, 1258 folgte ein Franziskanerkloster und um 1266 eine Zisterzienserinnenkonvent.
Vermutlich um das Jahr 1394 wurde der Alte Kulm geschrieben, ein mittelalterliches Rechtsbuch, was als Stadtrecht der Stadt Kulm diente.
Im Jahr 1440 wurde Culm Gründungsmitglied des Preußischen Bundes, gegen die Herrschaft des Deutschen Ordens. 1453 unterstellte dieser sich der Krone Polens, seit 1466 gehörte Preußen Königlichen Anteils, als autonome Region zum Königreich Polen.
1473 gründeten die im Bruderhaus Culm ansässigen Brüder vom gemeinsamen Leben eine Partikularschule in Culm, die wahrscheinlich auch Nikolaus Kopernikus besuchte. Seit 1505 waren die Bischöfe von Kulm die Eigentümer der Stadt (Sie saßen jedoch in Culmsee).
Wahrscheinlich um 1539 setzten sich reformatorische Strömungen in der Stadt durch. Das Franziskanerkloster wurde aufgelöst und die Brüder vom gemeinsamen Leben beendeten die Schultätigkeit.
1550 war der Rat lutherisch. 1554 wurde ein protestantisches Gymnasium mit dem Rektor Johann Hoppe gegründet, das allerdings zwei Jahre später wieder schließen musste.
1580 ordnete der Bischof von Culm an, dass die protestantischen Einwohner ihre Konfession wechseln oder die Stadt verlassen sollten. Um 1612 wurde diese Forderung erneuert.
Im 17. Jahrhundert litt die Stadt unter den polnisch-schwedischen Kriegen, dann unter den Nordischen Kriegen.
1678 wurde deshalb wieder Konfessionsfreiheit in der Stadt gewährt. In den nächsten Jahrzehnten kamen schottische Einwanderer, meist Protestanten.
Um 1770 gab es fast nur polnische katholische Einwohner in der Stadt, und nur vier oder fünf deutsche evangelische Familien.

### 1772 bis 1919
Durch die erste polnische Teilung wurde Culm 1772 Teil des Staates Preußen und 1773 in die Provinz Westpreußen eingegliedert. In den folgenden Jahren wurden der Rat und die Verwaltung komplett ausgetauscht. Es kamen mehr Deutsche in die Stadt, für sie wurde eine evangelische Kirche gebaut. 1775 wurde eine Kadettenschule gegründet.
Von 1807 bis 1815 war Culm Teil des Herzogtums Warschau. Mit dem Wiener Kongress kam es 1815 wieder an Preußen. 1837 wurde das königliche katholische Gymnasium gegründet. Die Schüler waren meist polnisch, 1840 wurde Polnisch zu einer Unterrichtssprache. 1883 wurde die Eisenbahnstrecke aus Kornatowo mit Anschluss nach Thorn und Graudenz eröffnet, 1902 die Strecke aus Unislaw vollendet. Personenverkehr besteht seit 1991 bzw. 1970 nicht mehr.
In der ersten Hälfte des 19. Jahrhunderts wuchs die jüdische Gemeinde stark an, sie erreichte 1855 mit rund 1100 Personen ihr Maximum. Doch dann sank der Anteil der Juden an der Bevölkerung wieder, in der zweiten Hälfte des 19. Jahrhunderts stellten sie zwei bis fünf Prozent der Einwohner von Kulm.
Bei der Volkszählung 1905 gaben 3.876 Einwohner an, evangelischen Glaubens zu sein, 284 waren Juden, 7.505 Katholiken. Bei Reichstagswahlen setzten sich im Wahlkreis Thorn, Kulm wechselnd polnische und deutschen Wahlkreiskandidaten durch. Bis 1920 war Culm Kreisstadt des Landkreises Culm im Regierungsbezirk Marienwerder der Provinz Westpreußen des Deutschen Reichs.

### Seit 1920
Am 22. Januar 1920 musste Culm aufgrund der Bestimmungen des Versailler Vertrags zum Zweck der Einrichtung des Polnischen Korridors an Polen abgetreten werden. Ein großer Teil der deutschen Bevölkerung siedelte in den folgenden Jahren aus dem Korridorgebiet aus.
Nach dem Überfall auf Polen im September 1939 wurde das Kulmer Land vom Deutschen Reich völkerrechtswidrig annektiert und dem Reichsgau Danzig-Westpreußen angegliedert. Im Januar 1945 eroberte die Rote Armee die Region. Die Stadt kehrte zu Polen zurück und verlor infolge der Flucht und Vertreibung Deutscher aus Mittel- und Osteuropa ihre deutsche Minderheit.

### Demographie
| Jahr | Einwohnerzahl | Anmerkungen |
| ---- | ------------- | --- |
| 1772 | 1644          | in 257 Haushalten (Feuerstellen) |
| 1782 | 2454          | mit der Garnison (336 Angehörige zweier Kompanien eines Infanterie-Regiments) |
| 1818 | 3109          | [ 20 ] |
| 1831 | 5006          | [ 21 ] |
| 1837 | 5394          | [ 18 ] |
| 1864 | 7617          | darunter 2656 Evangelische und 4441 Katholiken |
| 1871 | 8455          | darunter 2800 Evangelische und 5000 Katholiken (3450 Polen) |
| 1875 | 9628          | [ 24 ] |
| 1880 | 9937          | [ 18 ] |
| 1890 | 9762          | darunter 3450 Evangelische und 470 Juden |
| 1895 | 10.499        | darunter 3444 Evangelische und 463 Juden |
| 1900 | 11.079        | mit der Garnison, darunter 3530 Evangelische und 339 Juden |
| 1905 | 11.665        | darunter 3845 Evangelische und 284 Juden |
| 1910 | 11.718        | am 1. Dezember, davon 3788 Evangelische, 7236 Katholiken, 248 Juden, 24 Sonstige (5033 mit deutscher, 6263 mit polnischer Muttersprache, 415 Einwohner benutzen die deutsche und eine andere Sprache) |
| 1921 | 11.700        | darunter 1060 Deutsche |
| 1943 | 13.117        | [ 18 ] |

| Jahr | Einwohner | Anmerkungen         |
| ---- | --------- | ------------------- |
| 1969 | 18.000    | [ 31 ]              |
| 2012 | 20.815    | Stand 30. Juni 2012 |
| 2019 | 19.605    | Stand 30. Juni      |

## Sehenswürdigkeiten

### Allgemeines

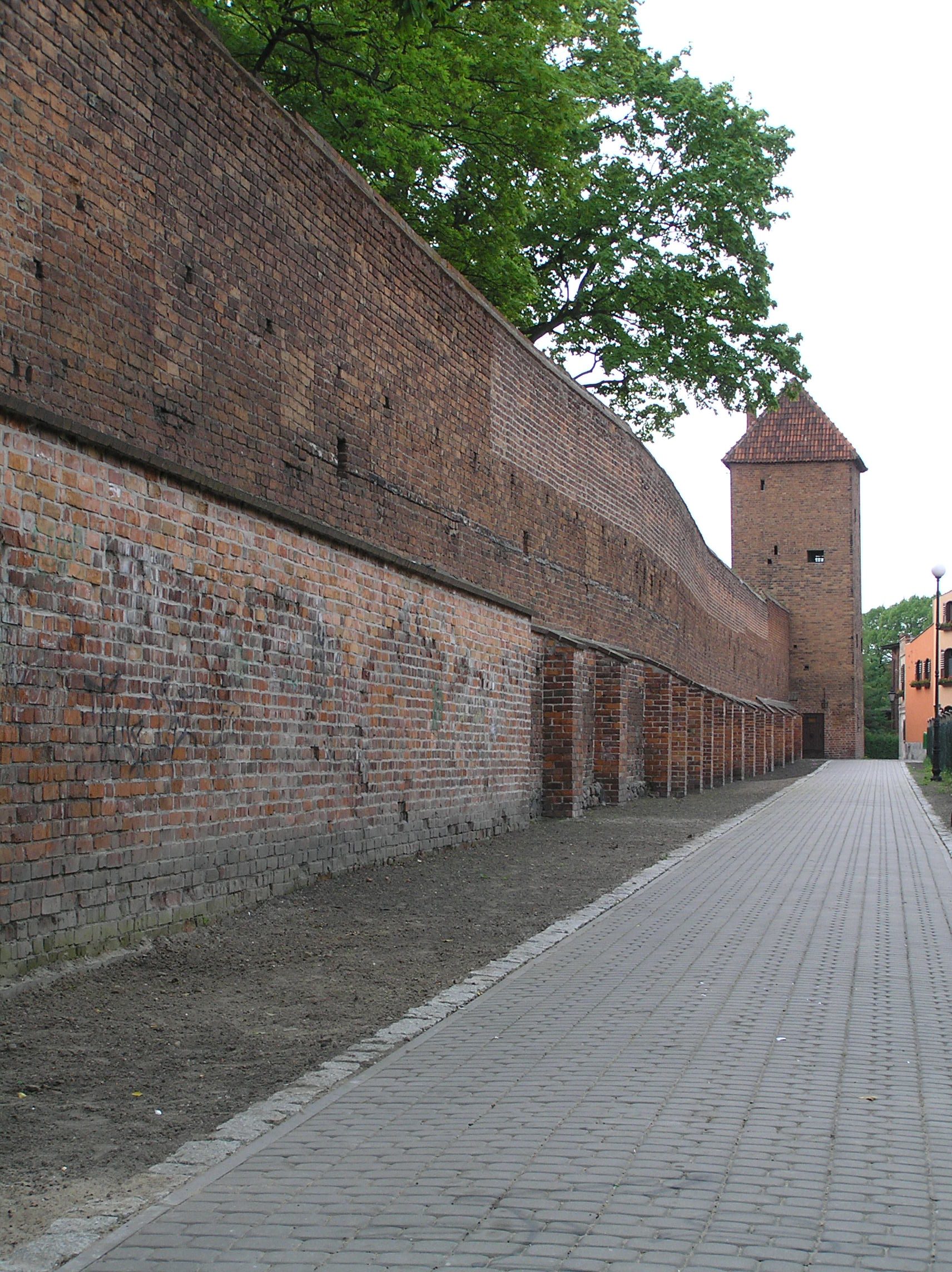
Stadtmauer

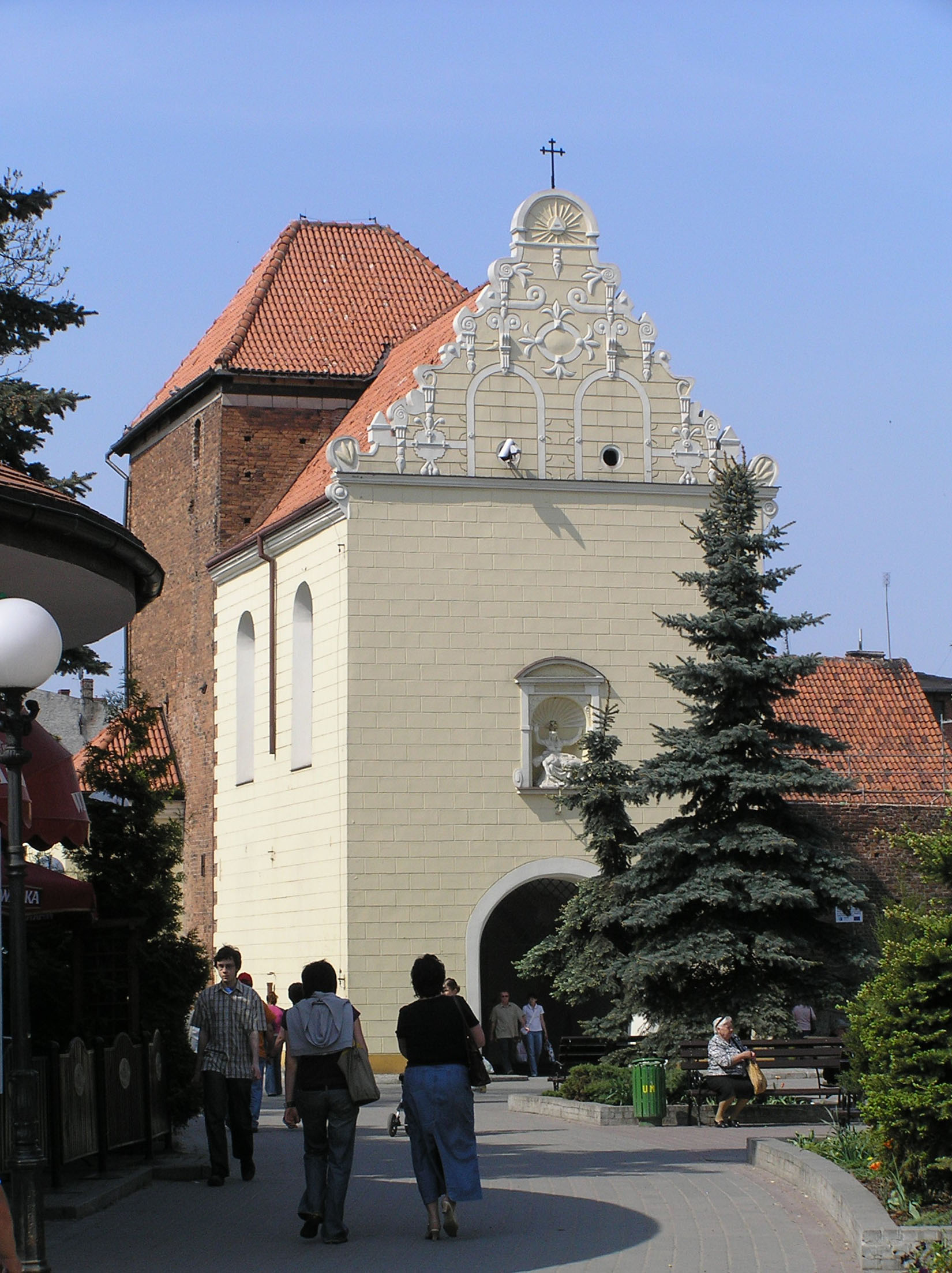
Graudenzer Tor

In Chełmno haben sich mehrere Kirchen, Kapellen und weitere Gebäudeteile aus dem 13. und 14. Jahrhundert erhalten. Die Stadtmauer mit 17 Türmen ist eine der längsten in Polen. Im Mittelalter gab es eine Deutschordensburg, ein Dominikaner-, ein Franziskaner- und ein Zisterzienserinnenkloster.
Der Grundriss innerhalb des Mauerrings ist typisch für Gründungen der deutschen Ostsiedlung. Ein rechtwinkliges Straßennetz teilt die Fläche in annähernd quadratische Felder. Eines davon ist der Marktplatz (Rynek) mit dem Rathaus. Er ist fast doppelt so lang wie breit, ebenso wie die in einer Reihe mit ihm bebauten Gevierte.
Die Altstadt weist zwar eine nahezu geschlossene Altbausubstanz auf, aber abgesehen vom Rathaus und den mittelalterlichen Kirchen besteht diese größtenteils aus traufständigen Häusern des 18. und 19. Jahrhunderts.
Die Altstadt von Chełmno wurde 2015 in die Liste der historischen Denkmäler in Polen aufgenommen und ist Teil der Straße der Europäischen Backsteingotik.

### Bauwerke

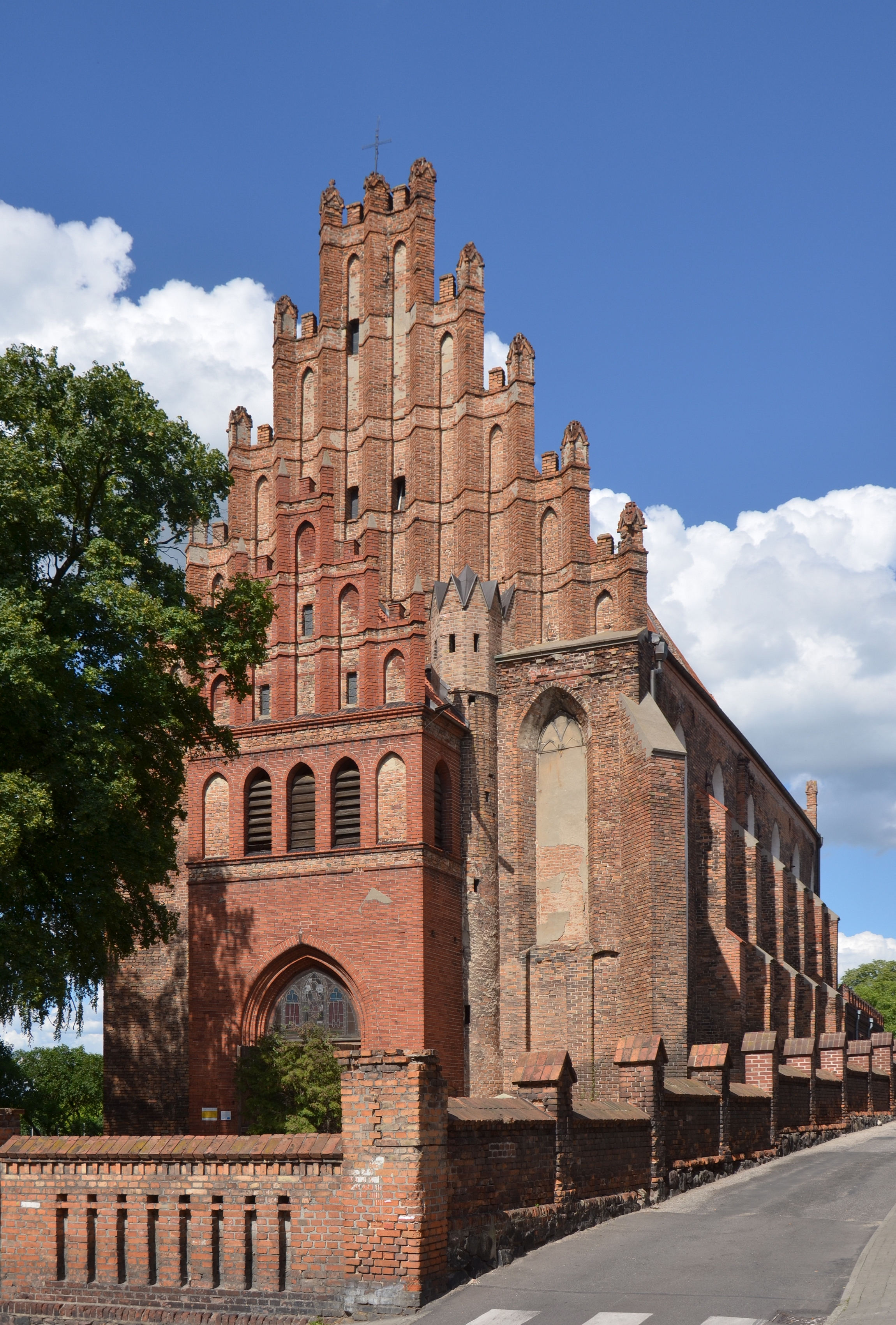
Kirche St. Peter und Paul

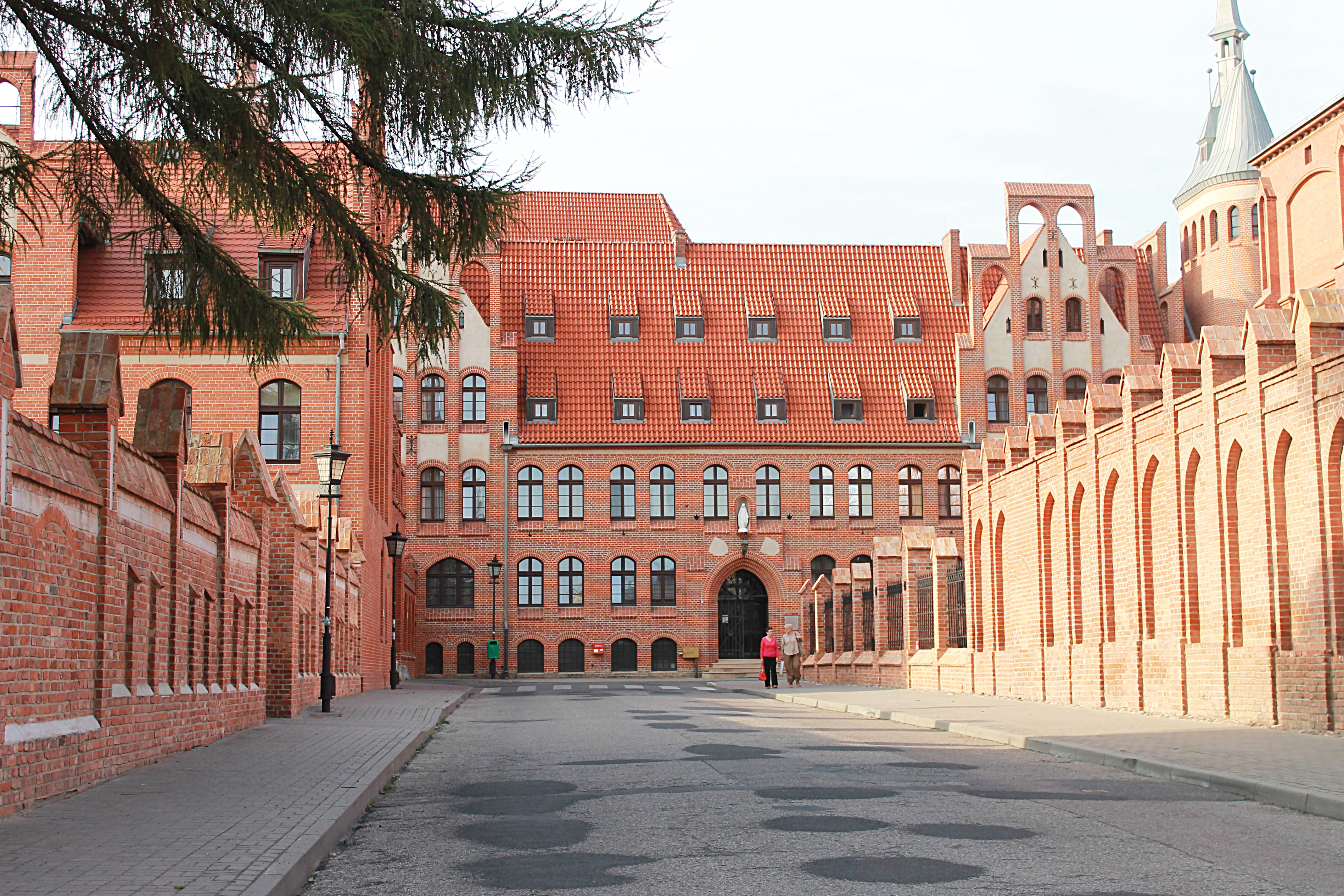
Klosteranlage mit Johanniskirche

- Das Rathaus wurde 1567–1572 im Renaissancestil umgebaut, mit Teilen aus dem 13. Jahrhundert, eines der bedeutendsten Renaissancebauwerke im heutigen nördlichen Polen[33]
- Die Pfarrkirche Mariä Himmelfahrt (Kościół Wniebowzięcia Najświętszej Maryi Panny) von 1280–1320 ist die Hauptkirche der Stadt. Sie war eine der größten Kirchen in Preußen in der Erbauungszeit und beherbergt als Reliquie Gebeine des Heiligen Valentin.
- Die Kirche St. Jakob und Nikolaus (pofranciszkański kościół św. Jakuba i Mikołaja) von etwa 1300 war zum Franziskanerkloster gehörig und im 19. und frühen 20. Jahrhundert evangelische Pfarrkirche
- Die Johanniskirche (kościół śś. Jana Chrzciciela i Ewangelisty) aus dem frühen 14. Jahrhundert gehört zum Kloster der Barmherzigen Schwestern. Sie war vorher Zisterzienserinnen- und Benediktinerinnenkirche. Das Innere ist im Barockstil gestaltet. Zum Klosterkomplex gehören weitere Gebäude und das ehemalige Merseburger Tor
- Die Kirche St. Peter und Paul (kościół śś. Piotra i Pawła) aus dem 14. Jahrhundert gehörte zum Dominikanerkloster
- Die Heiliggeistkirche (Kościół pw. Świętego Ducha) wurde 1280–1290 als Spitalkirche errichtet.

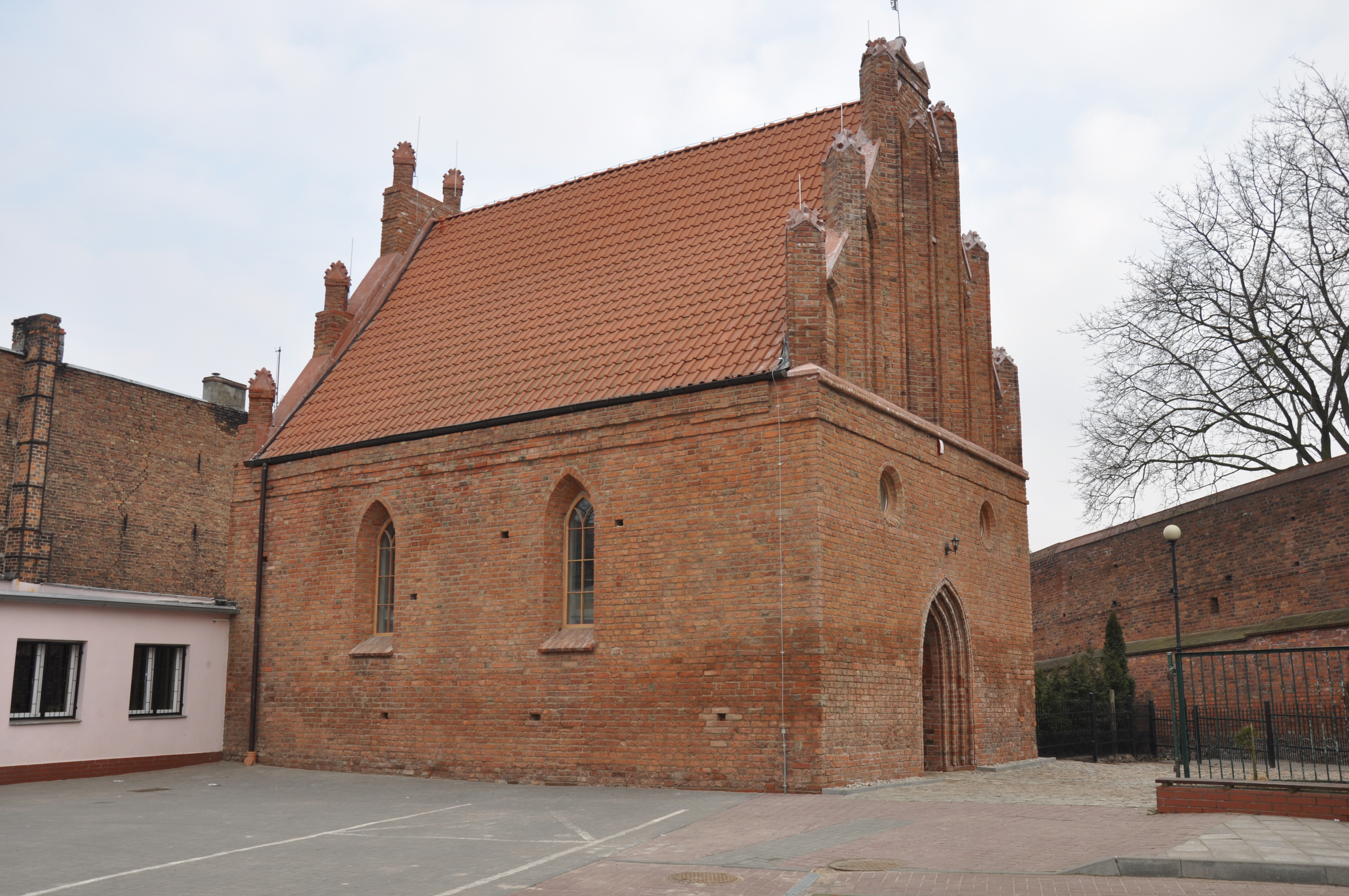
Kapelle von St. Martin

- Die Martinskapelle (Kaplica św. Marcina)[34] ist wohl im 2. Viertel des 14. Jahrhunderts errichtet, aber erst 1421 als Friedhofskapelle erwähnt.[34]
- Die Stadtmauer mit 17 Türmen ist fast vollständig erhalten und mit 2,3 Kilometern eine der längsten in Polen
- Das Graudenzer Tor (Brama Grudziądzka) aus dem Ende des 13. Jahrhunderts wurde im 17. Jahrhundert zu einer Kapelle umgebaut.

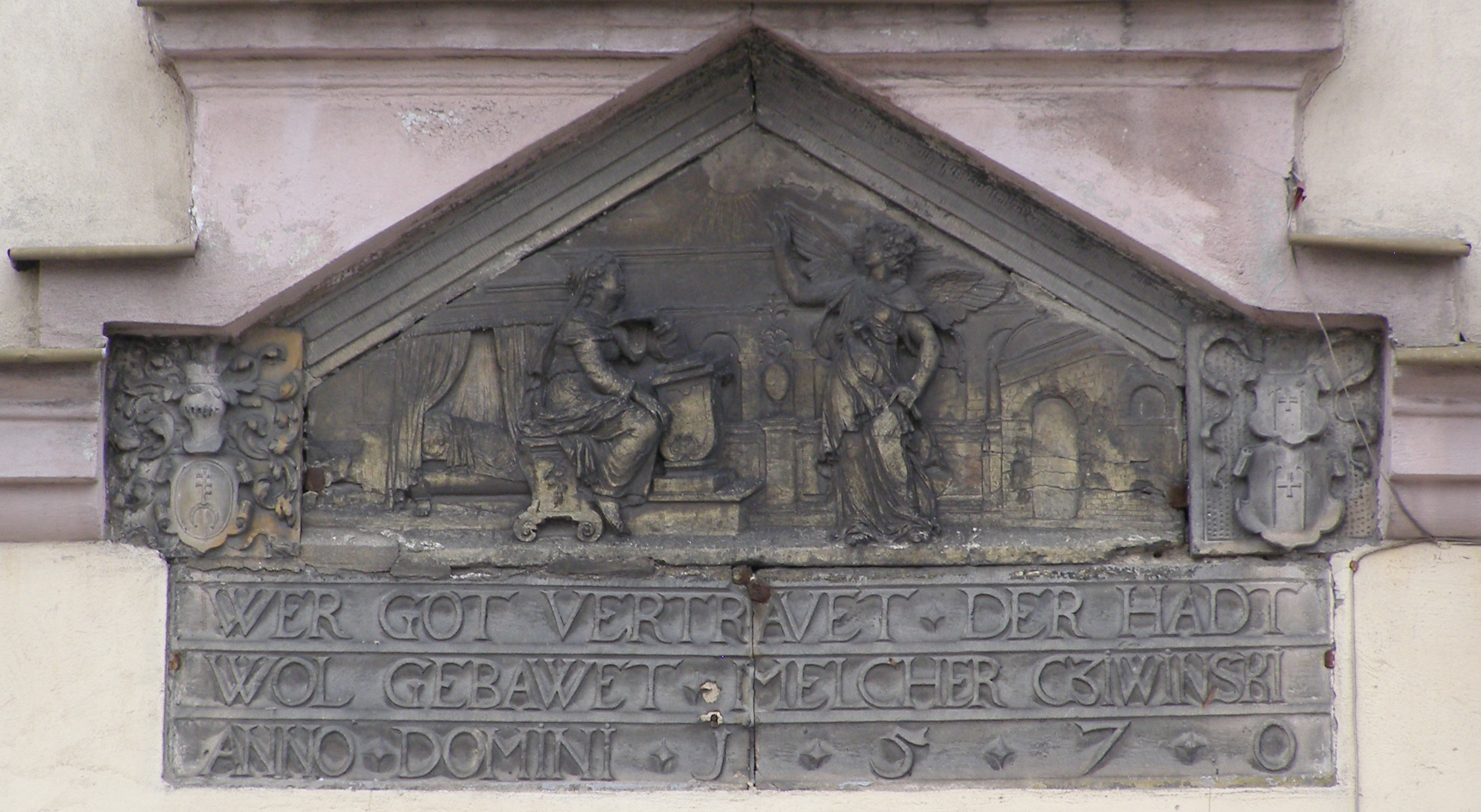
Attika am Cywiński-Haus

- Das Cywiński-Haus (Kamienica Cywińskich) stammt in seinen ältesten Teilen aus dem späten 13. Jahrhundert und wurde 1570 im Renaissancestil umgebaut. Es hat über dem Eingang eine Attika
- Das Haus in der ul. Grudziądzka 36 hat einen prächtigen Barockgiebel
- Das Gebäude der Kulmer Akademie (Akademia Chełmińska) aus dem 18. Jahrhundert, im 19. Jahrhundert umgebaut. Die Akademie wurde 1386 gegründet
- Das ehemalige Postgebäude wurde im späten 17. Jahrhundert errichtet, und um 1850 und 1911 umgestaltet.

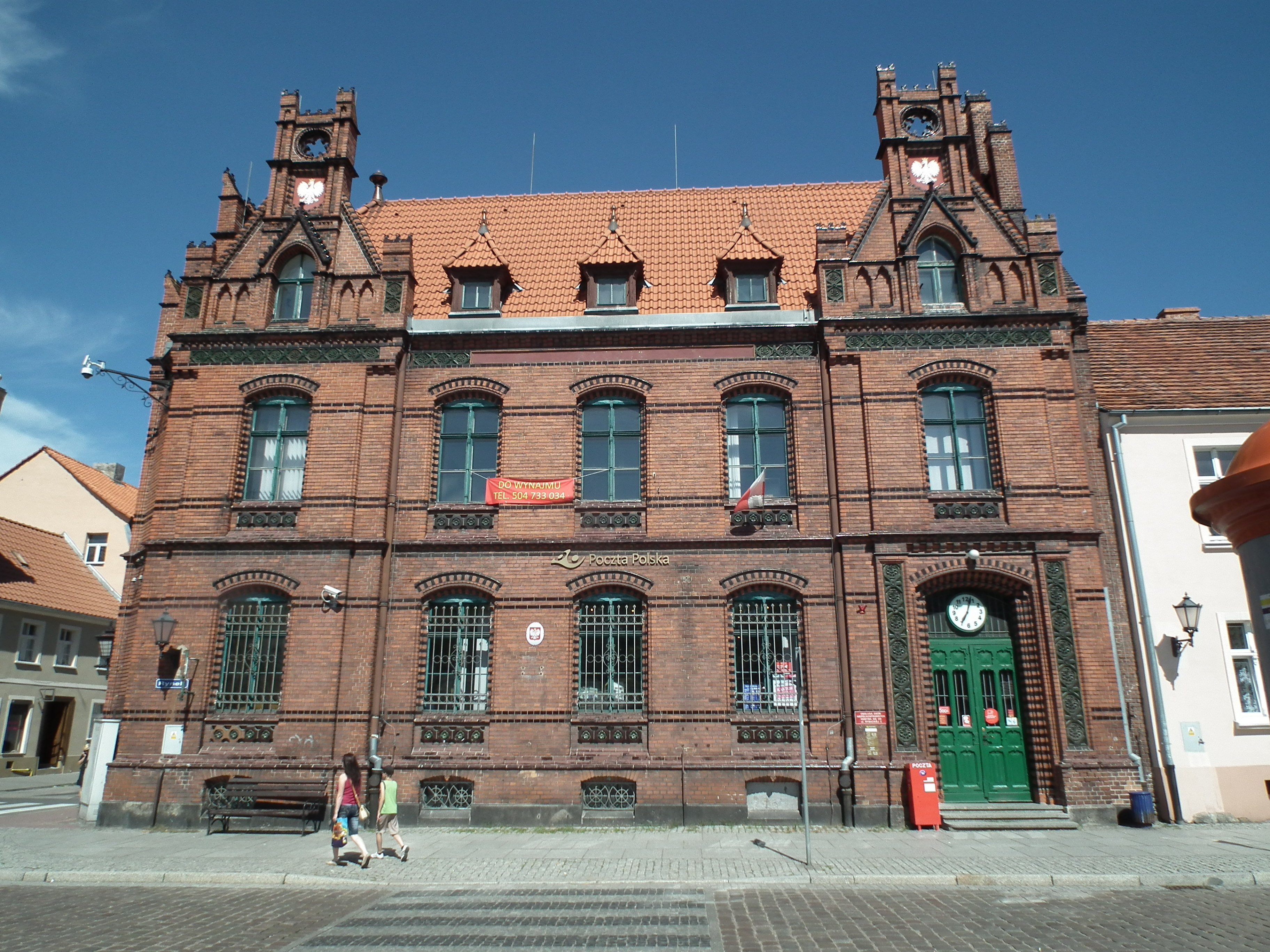
Postamt in Chelmno

- Die Kirche der Gottesmutter von Tschenstochau wurde 1875 als preußische Garnisonkirche gebaut
- Miniaturmodelle von neun Ordensburgen des Deutschen Ordens am Burgsee (Jezioro Starogrodzkie) im Maßstab 1:30[35]
- Gedenkstein für den ehemaligen jüdischen Friedhof aus dem 19. und frühen 20. Jahrhundert
- Kreishaus, heute Rathaus, erbaut nach Plänen des Architekten Curt Hempel im Jahr 1910[36].

## Landgemeinde
Die Landgemeinde Chełmno, zu welcher die Stadt Chełmno selbst nicht gehört, hat eine Fläche von 114,05 km², auf der (Stand: 31. Dezember 2020) 6157 Menschen leben.

## Städtepartnerschaft
Chełmno unterhält seit 1992 eine Städtepartnerschaft mit Hann. Münden, Niedersachsen.

## Persönlichkeiten
In Culm wurden der Schriftsteller Hermann Löns (1866–1914), der General Heinz Guderian (1888–1954), der SPD-Vorsitzende Kurt Schumacher (1895–1952) und weitere Persönlichkeiten geboren.